# スーパーエクスプレスレインボー

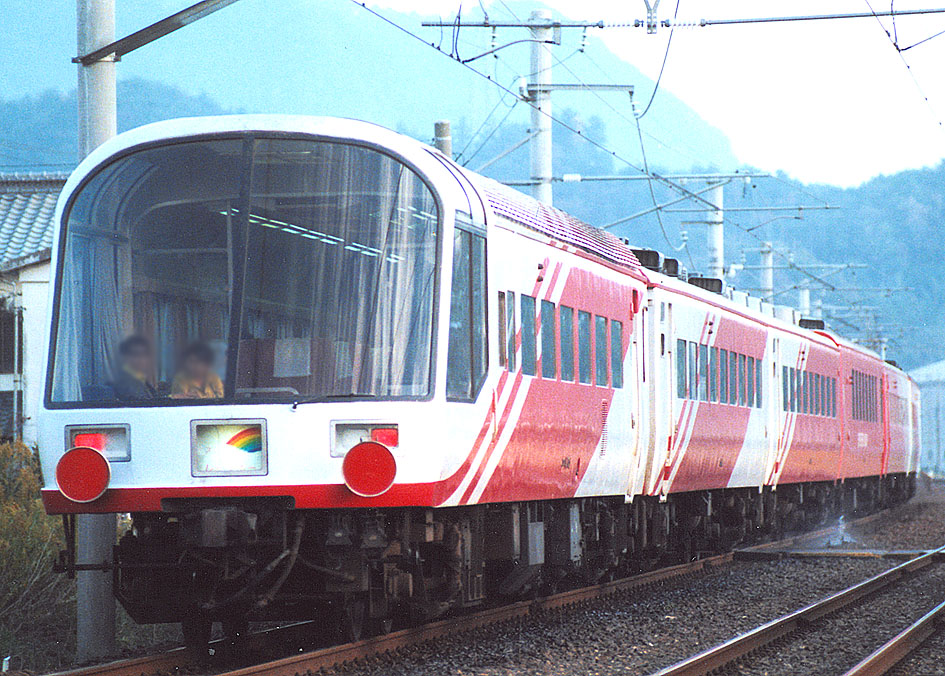
14系700番台 スーパーエクスプレスレインボー（1989年11月3日 鴨川駅 - 讃岐府中駅間）

- 国鉄14系客車 > スーパーエクスプレスレインボー
- 国鉄12系客車 > スーパーエクスプレスレインボー

スーパーエクスプレスレインボー（Super Express Rainbow）は、日本国有鉄道（国鉄）が1987年3月に改造製作し、4月の国鉄分割民営化後は東日本旅客鉄道（JR東日本）が2001年まで保有した欧風客車で、ジョイフルトレインと呼ばれる車両の一種である。

## 概要
国鉄東京北鉄道管理局（北局）では、1981年より和式客車「なごやか」を運用していたが、多様化する利用者のニーズに応え、和式客車とは異なる利用者層に対応した車両を登場させるべく、1986年9月ごろから北局と大宮工場で検討を重ねた。
折りしも国鉄分割民営化が確定した時期であり、新しく登場させる車両はJR東日本のスタートにふさわしく「夢を乗せる車両」として計画された。鉄道車両に新しい魅力を付加し、これまでの欧風客車のセールスポイントを極力取り込み、外装デザインも「乗ってみたくなる車両」を目指した車両である。

## 車両
4号車のイベント車のみ12系、それ以外の車両は14系より改造されており、両端の車両はスロフ14形700番台、中間の車両はオロ14形700番台、イベント車はオロ12形700番台である。
全車両ともグリーン車扱いである。
- 1号車：スロフ14 705（旧スハフ14 55）：パノラマグリーンカー（定員23人・展望室（定員外）7人）
- 2号車：オロ14 714（旧オハ14 194）：グリーンカー（定員28人）
- 3号車：オロ14 713（旧オハ14 193）：コンパートメントカー（定員27人）
- 4号車：オロ12 715（旧オハ12 371）：イベントカー（定員外30人）
- 5号車：オロ14 712（旧オハ14 192）：コンパートメントカー（定員27人）
- 6号車：オロ14 711（旧オハ14 191）：グリーンカー（定員28人）
- 7号車：スロフ14 706（旧スハフ14 56）：パノラマグリーンカー（定員23人・展望室（定員外）7人）

### デザインコンセプト
主に若年層やスキー客をターゲットとし、シティ感覚を盛り込み、落ち着いた雰囲気の中でゆったりとくつろげる車両を目指した。
車体外部塗色はスピード感を強調するべく、チェリーレッドのベースカラーに白いストライプを入れたものとした。中間のイベント車には「SUPER EXPRESS RAINBOW」と大きく目立つようにロゴを入れている。

### パノラマグリーンカー
両端の1号車・7号車が該当する。

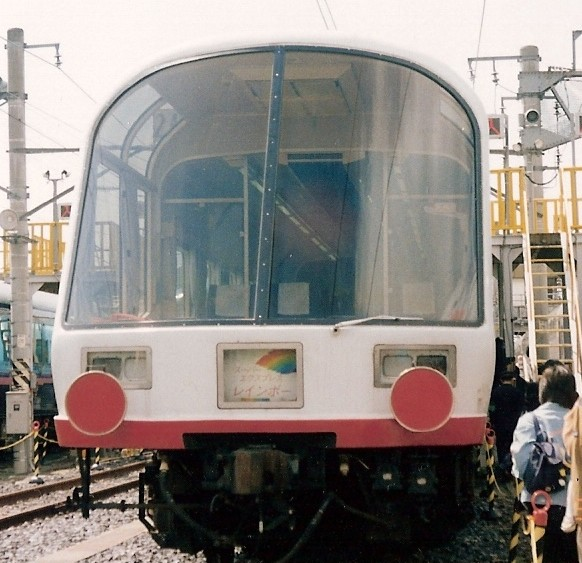
パノラマグリーンカー

スハフ14の乗務員室側連結面を編成内側に向け、便所・洗面所を撤去した上で車端部から4.5メートル分を展望室とした。展望室は妻窓だけでなく側面窓の一部も曲面ガラスを使用することで、外部光を展望室内に取り入れるようにした。展望室はフリースペースのサロンとしても用いられるため、ソファーを8脚設置した。
展望室以外の室内は、リクライニングシートを2列 - 1列の配置で前後9列設置した。座席は45度刻みで360度回転が可能で、すべての座席を通路側に向いた状態にすることも可能である。室内の配色は1号車がオレンジ色系統のモケットとベージュ系統のカーテン、7号車がブルー系統のモケットと赤色系統のカーテンとし、灯具も座席のモケットにそろえた配色としている。
なお、展望室の一角には車両基地 - 上野間における推進運転のための機器を設置した。展望室の妻窓にはワイパーを設置し、室内側にはデフロスタ（くもり取り装置）も装備されており、推進運転時の視界を確保している。

### グリーンカー
2号車・6号車が該当する。
客室内の中央にミニステージを設置し、その両側には1号車・7号車と同様に2列 - 1列の配置でリクライニングシートを設置した。車内の配色は2号車は1号車、6号車は7号車と同一である。

### コンパートメントカー
3号車・5号車が該当する。
小グループの利用者向けに、6人用個室が4室・3人用個室が1室設けられた。通路との仕切りはブロンズガラスを使用し、遮光のためのレースカーテンを設けた。個室内は土足禁止としたため、ドア付近を除いて通路より50センチメートルかさ上げした。また、ドア脇に下駄箱を用意した。室内はソファー形式の座席を設置し、モケット色は明るい青・紫（ライトブルー・パープルライト）のチェック模様とした。また、デッキ部分に給茶機を設置した。
なお、各個室では個別に冷暖房の制御が可能となっている。

### イベントカー
編成中央に連結される4号車が該当する。
車体中央部の天井にはステージと可動式テレビカメラを設置し、この箇所にはハイルーフ風の天窓を設けた。パーティーなどで可能な限り室内を広く使用することを想定し、通路の片側には可般式のソファー、反対側には折りたたみ式の座席（ジャンプシート）を設置した。
当時としては最新式のビデオ・CDなどに対応したオーディオシステムを装備し、スピーカーはJBLの製品を採用した。車端部にはスナックカウンターを設置した。
前述のとおり、当車両のみ12系からの改造であるが、改造当初は本来12系に使用されるAU13AN形クーラーが5基中4基載せられており、中央付近に載る残りの1基は14系で使用されているカバー付きのAU13A（AN）形クーラーであった。晩年、カバーなしのAU13AN形に載せかえられ、5基すべてが揃えられた。

## 専用機関車
本客車を牽引するための専用電気機関車として、EF65 1019・EF81 95が起用され、2両とも田端運転所に配置された。車体はチェリーレッドをベースとした塗色に、側面には形式（それぞれ「EF65」「EF81」）を斜めに大書したデザインとなった。
1998年9月1日に廃車となったEF65 1019の代替専用機として、新たにEF65 1118が起用となった。同機は1998年7月9日の寝台特急「瀬戸」（東京 - 高松間）下り最終列車の牽引機として充当されている。
スーパーエクスプレスレインボーが廃車された後も2両の専用機は塗色を保ったまま使用され、EF65 1118は寝台急行「銀河」、EF81 95は寝台特急「北斗星」「あけぼの」や、貨物列車などの定期列車牽引をすることもあった。
EF65 1118は2015年10月17日に車両故障を起こし修理不能となったため、11月26日に長野総合車両センターへ廃車回送された。2022年現在はEF81 95が唯一残存し、臨時列車や乗務員訓練列車などで使用されている。

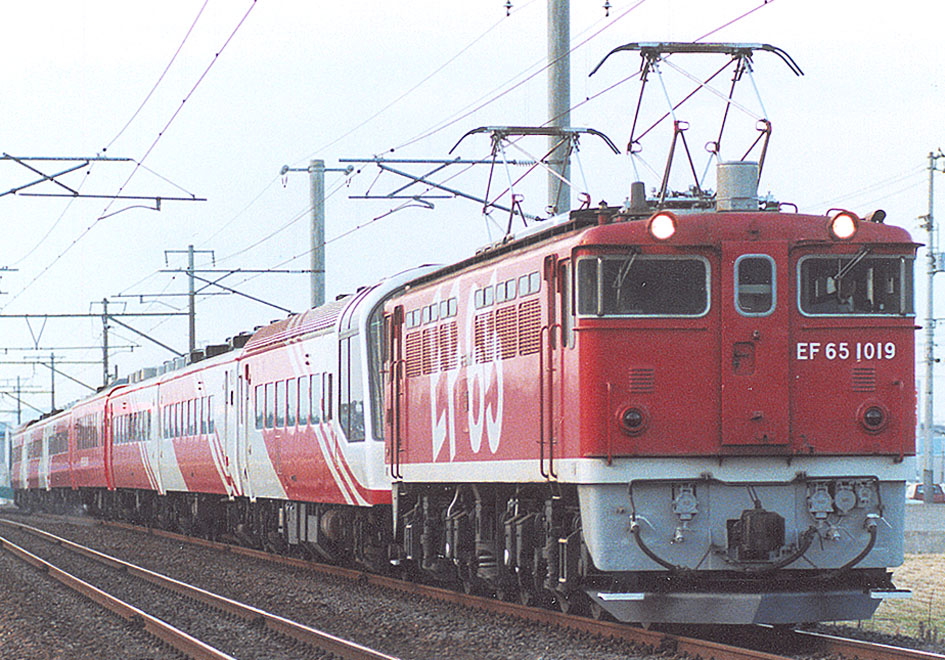
EF65 1019
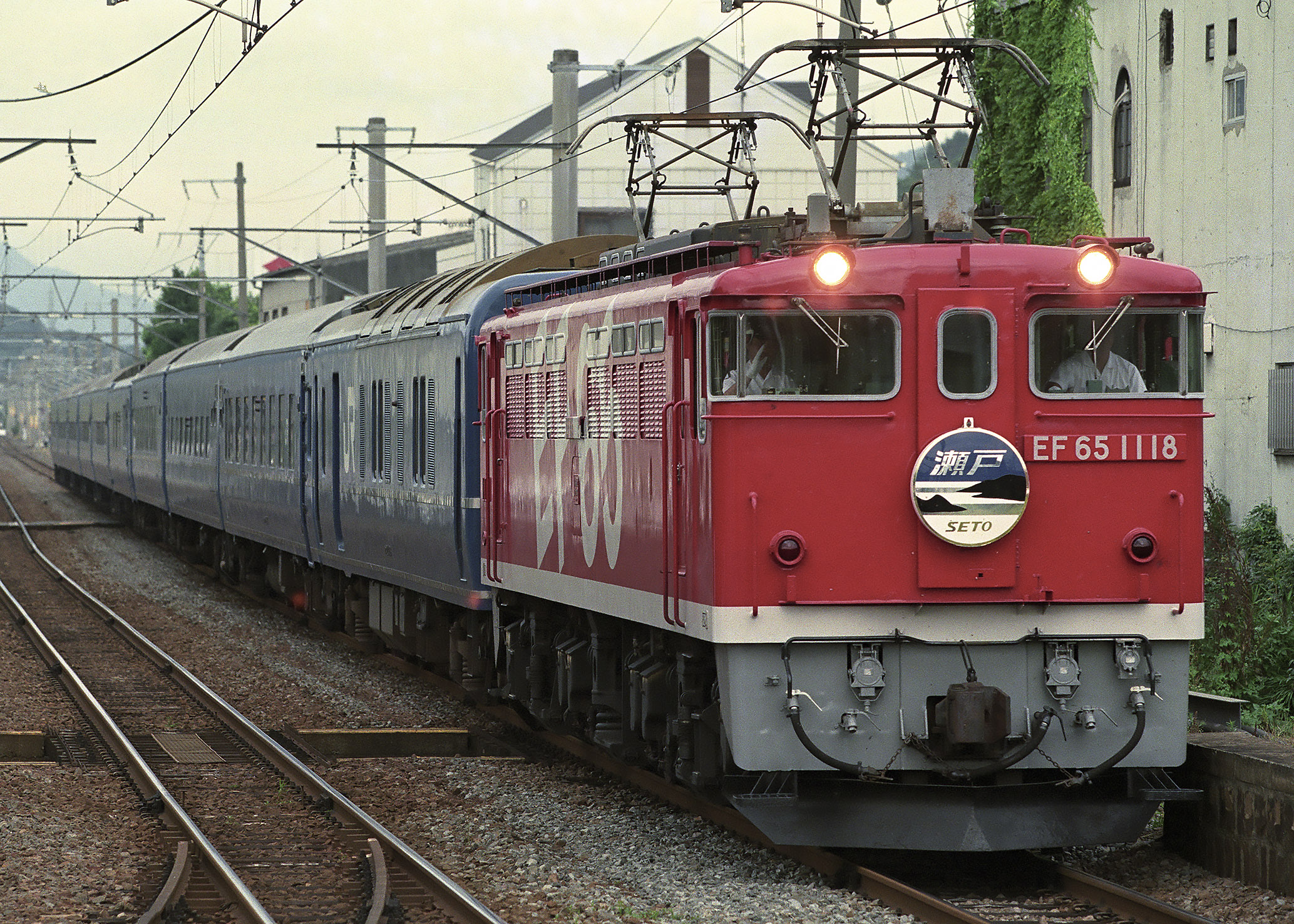
EF65 1118
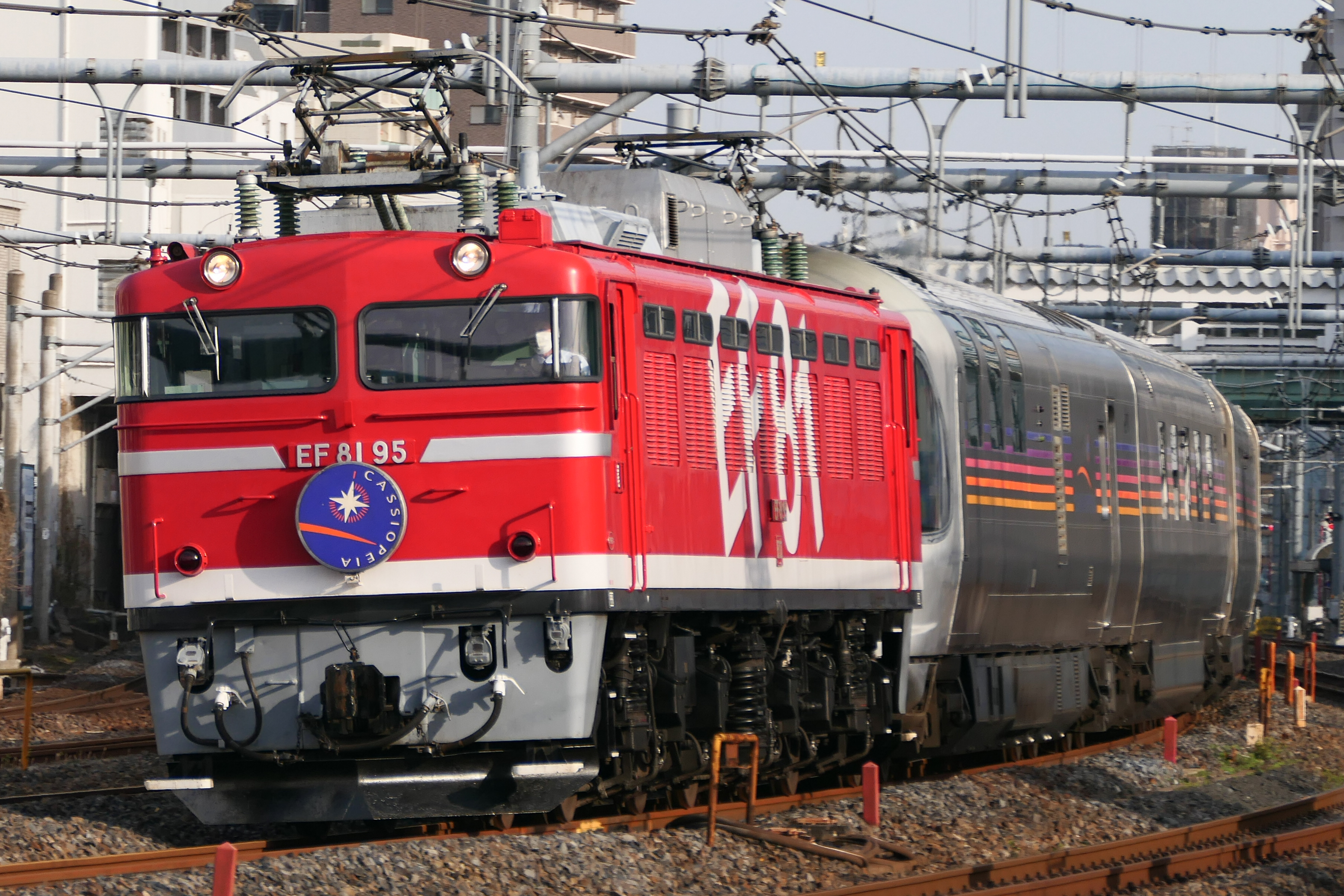
EF81 95

## 沿革
改造落成から廃車まで一貫して尾久客車区に配置されていた。
1987年3月19日に公式試運転が行なわれ、その後運行を開始した。同車を使用する列車名の多くは「レインボー」の名を冠し、団体専用列車のほか臨時急行列車やシュプール号にも使用された。また「夢空間」連結されることもあった。
デビュー当初は列車内などで接客を担当する女性客室乗務員「ミス･レインボー」が乗務していたが、1990年4月30日の運用限りで引退した。
1988年7月に、発電エンジンをもつ緩急車スロフ14の2両に対して、自動消火装置装備を含めた青函トンネル対応工事が施工された。
老朽化に加え、欧風客車の利用減少、客車列車のため機関車の付け替えなどに手間がかかり、速度面でダイヤ設定が難しくなったことなどから、2000年3月31日限りで運用を終了し、2001年7月2日付で廃車となった。

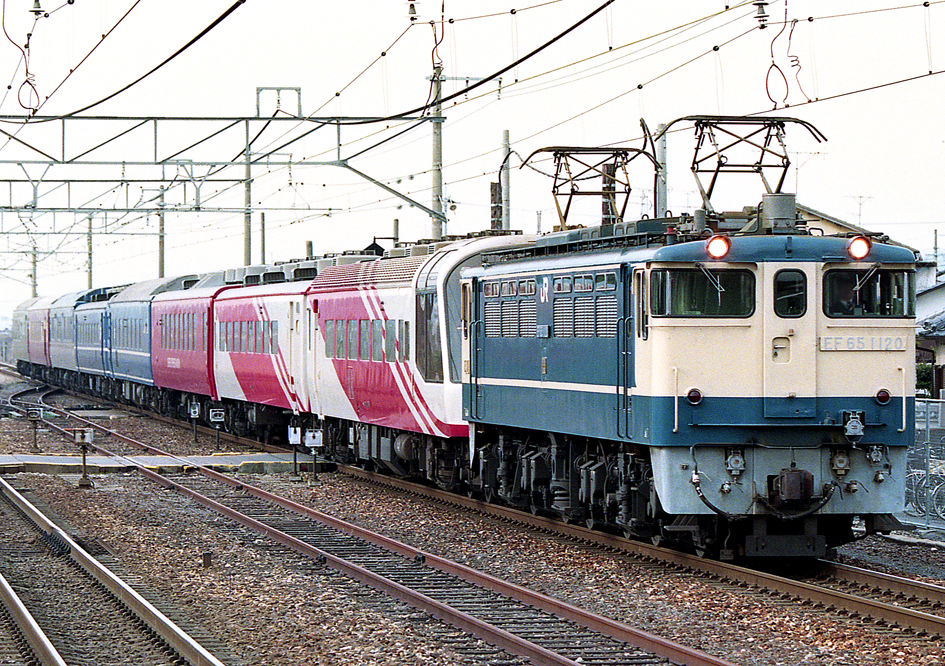
EF65 1120牽引による「めぐり愛エクスプレス」（1993年）
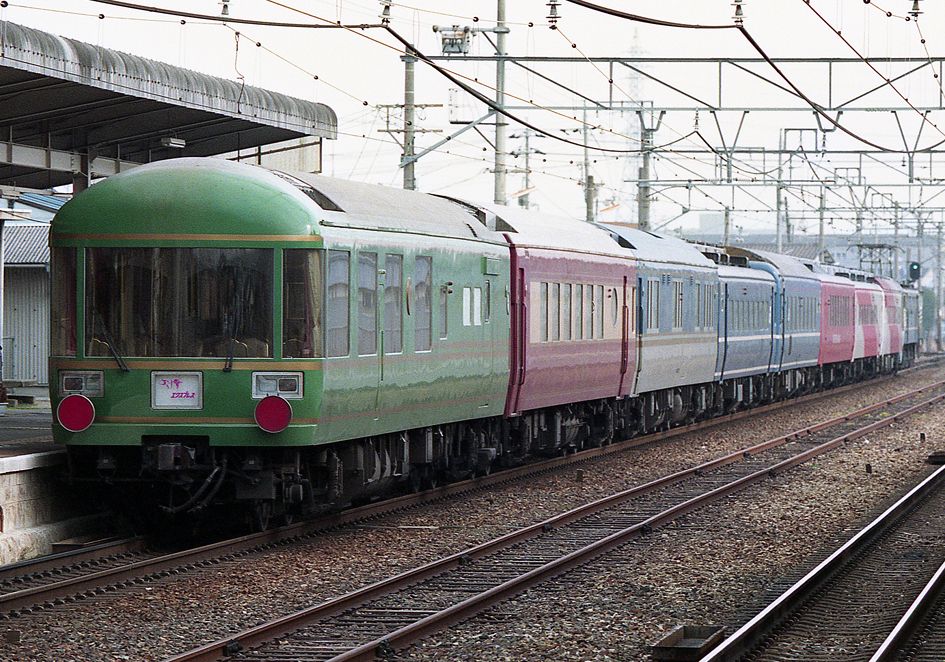
夢空間+14系座席車+14系寝台車+スーパーエクスプレスレインボー「めぐり愛エクスプレス 」（1993年）
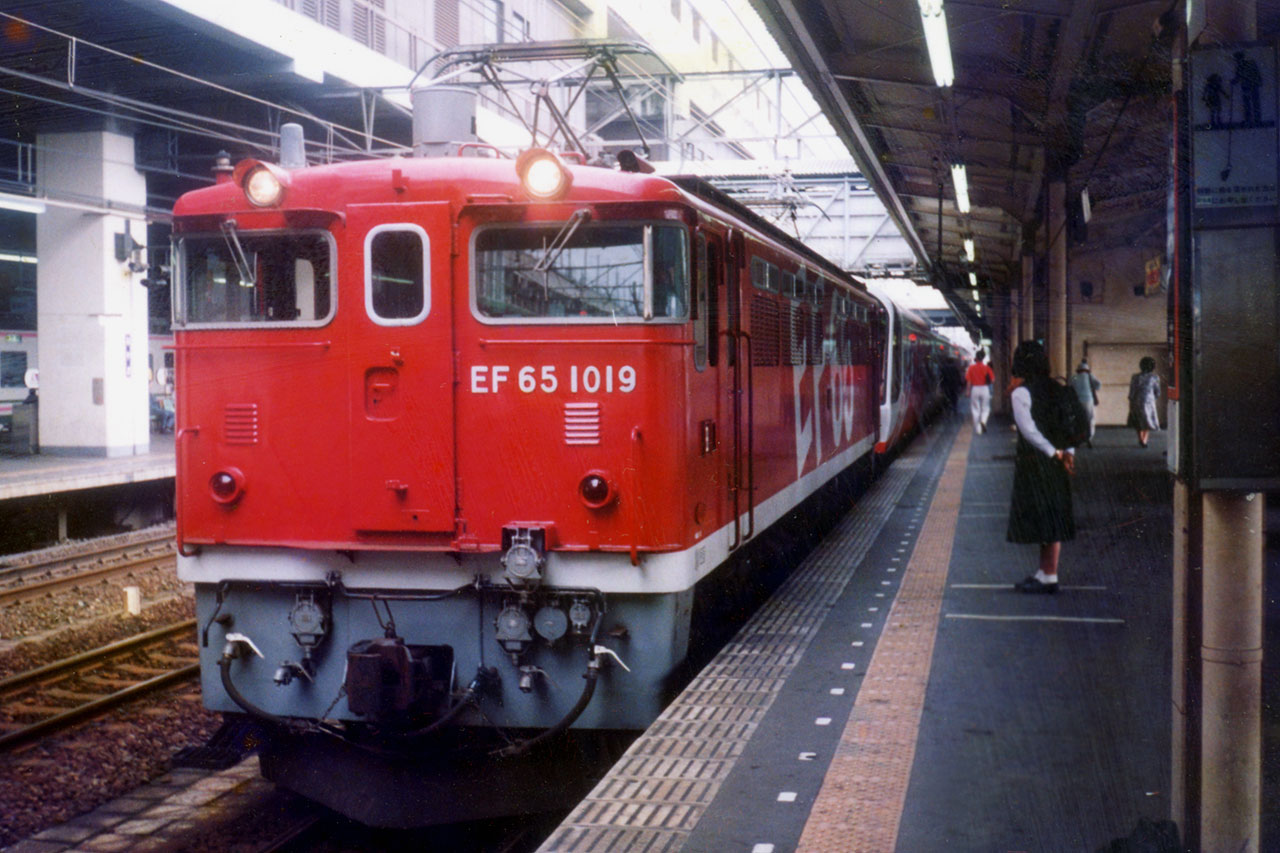
EF65 1019牽引「レインボー会津路」回送（1994年）
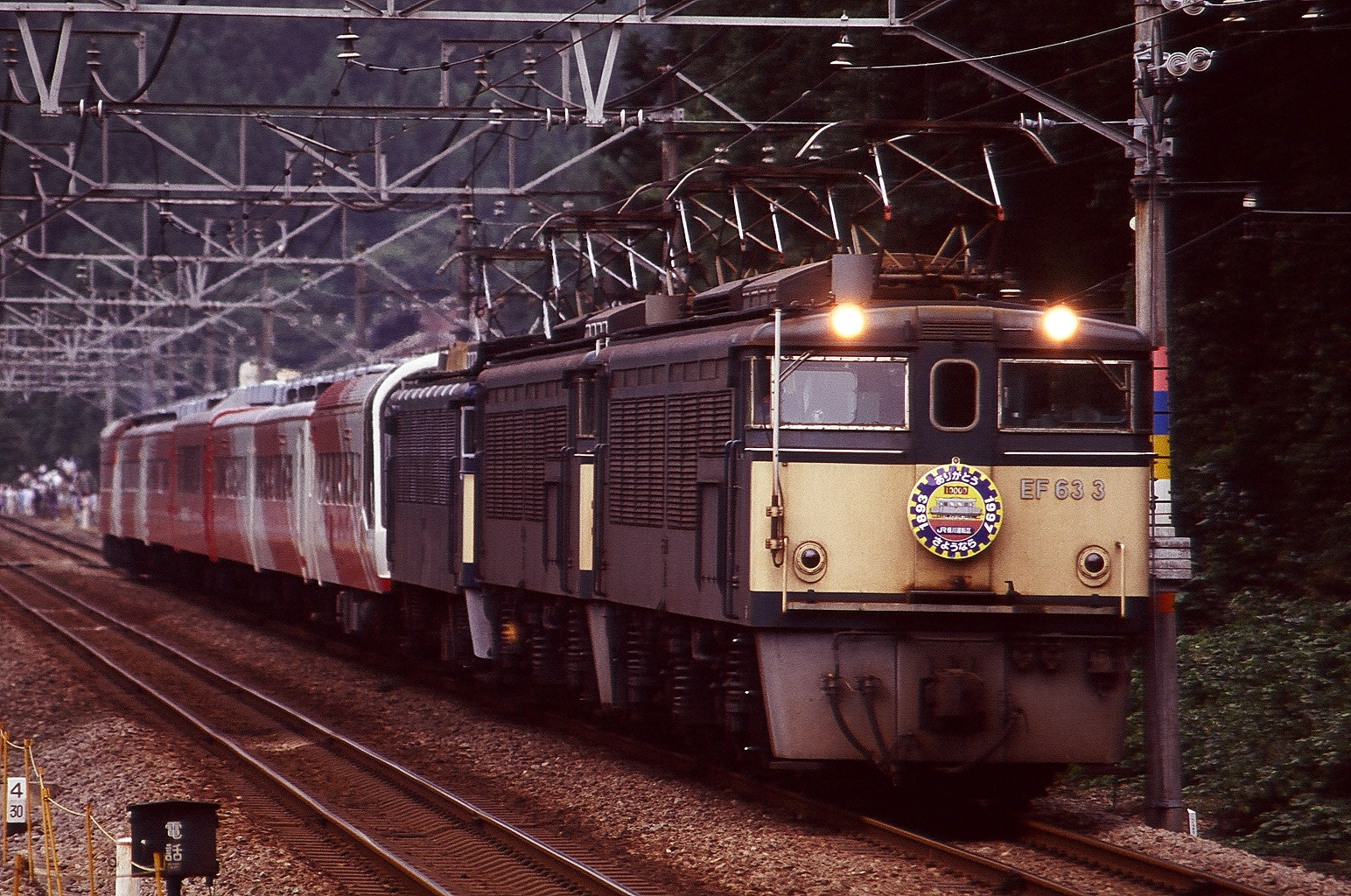
EF63とEF62に牽引されるスーパーエクスプレスレインボー（1997年）